# Lambdacismo
El lambdacismo, en lingüística, es un cambio fonológico que consiste en la articulación de una consonante distinta —generalmente la -r implosiva o final— como [l]. Es decir, se trata de un proceso de neutralización de la lateralización del fonema /r/ a una variante [l].
Como fenómeno dialectal, es propio de algunas variedades meridionales del castellano como el andaluz o el español caribeño, en las que, por lo general, se presenta mutuamente con el rotacismo: p. ej., [pwélta] por puerta (cf. [árma] por alma), [muhél] por mujer.
Asimismo está presente en algunas lenguas italianas del sur, como en el corso-galurés (porto > poltu 'puerto', verde > veldi), o en el extremeño en España.

## Historia
El fenómeno de lambdaización o lateralización dialectal actual se puede considerar como continuación de la confusión de los fonemas líquidos [r] y [l] en español, que aparece desde los primeros testimonios de la lengua y que constituye un elemento de la evolución al castellano desde el latín; es así como del latín marmor y arbor evolucionaron las formas españolas mármol y árbol. 
Aunque existen testimonios de la confusión en Andalucía desde el siglo XIV, el fenómeno actual de lateralización en el español de América parece estar ligado a la presencia de población africana, ya que los testimonios de sustitución están correlacionados con esta incluso en las áreas en que antiguamente hubo abundancia de población africana pero no en la actualidad, como el Río de la Plata, lo que refuerza el hecho de que muchas lenguas occidentales africanas carecen de la oposición [r/l] o no cuentan con el sonido [r].

## El lambdacismo en el español
El proceso de la neutralización de los fonemas líquidos en español ocurre en la posición de la coda en la sílaba o final de palabra. El lambdacismo es uno de los tres procesos que puede pasar en este ambiente de la sílaba. Algunos ejemplos son: comer [ko.ˈmel] y mujer [mu.ˈxel].
El fenómeno de lambdaización se produce de forma esporádica en algunos dialectos andaluces, extremeños, murcianos y castellanomanchegos en España, y de forma mucho más importante en el área caribeña (Cuba, República Dominicana, Puerto Rico, costas de Venezuela, Panamá), así como en zonas de Ecuador y de forma infrecuente en Chile. Es un fenómeno típico del llamado 'español de tierras bajas', como parte de la relajación de consonantes propia de estos dialectos.
En todas estas áreas la lateralización no da lugar a un dialecto diferenciado, sino más bien a un geolecto, dado que está estigmatizado socialmente y ligado a la pertenencia a una clase social modesta o baja.
En Cuba, Puerto Rico y la República Dominicana la extensión del fenómeno da lugar a la reacción opuesta de rotacismo por ultracorrección: muchos hablantes pronuncian ['goɾ.pe] 'golpe' o [me.'taɾ] 'metal'
Este fenómeno es más evidente en Puerto Rico que los demás países del Caribe. En Puerto Rico todas las regiones presentan lambdacismo, mientras que en los otros países caribeños se nota solo en diferentes regiones.